# آدم هيذر
آدم هيذر (7 نوفمبر 1972 في المملكة المتحدة - ) (بالإنجليزية: Adam Heather)‏ هو لاعب كريكت بريطاني. لعب مع Northumberland County Cricket Club ‏.

## وصلات خارجية
- آدم هيذر على موقع إي آس بي آن كريك إنفو (الإنجليزية)